# Флетчер, Стив
Сти́вен Марк (Стив) Фле́тчер (англ. Steven Mark «Steve» Fletcher; 26 июля 1972, Хартлпул, Северо-Восточная Англия, Англия) — английский футболист и тренер, выступавший на позиции нападающего. Известен как игрок английского клуба «Борнмут», за который провел более 600 матчей.

## Карьера
Стив начинал свою профессиональную карьеру в клубе «Хартлпул» в 1990 году. В 1992 году был продан за 30 000 фунтов в клуб Второго дивизиона «Борнмут» за который он выступал 19 лет с перерывами (1992—2007, 2009—2013) проведя более 600 матчей за клуб и забив более 100 мячей, являясь рекордсменом по количеству проведенных матчей за клуб. В конце сезона 2006/07, менеджер Кевин Бонд решает не продлевать контракт с Флетчером. В июне 2007 года Стив заключил годовой контракт с только что опустившимся во Вторую лигу клубом «Честерфилд». В конце сезона 2007/08 Флетчер отказался продлевать контракт с клубом, ссылаясь на тоску по семье.
23 мая 2008 года присоединился к команде Blue Square Premier «Кроли Таун», подписав однолетний контракт с опцией продления на ещё один год. В январе 2009 года Флетчер возвращается в «Борнмут», подписав контракт до конца сезона 2008/09 с возможностью продления на следующий сезон. 24 февраля 2009 года провел 500 матч в составе клуба. В апреле 2010 года за заслуги перед клубом Северная трибуна Дин Корт была названа именем футболиста. Также в этом сезоне помог клубу пробиться в первую лигу.
В январе 2011 года Флетчер был назначен играющим помощником нового главного тренера Ли Бредбери. 1 апреля 2011 в матче с Питерборо Юнайтед забил 100 мяч за клуб. Покинул позицию помощника главного тренера в ноябре 2011 года сославшись на то что хочет сконцентрироваться на своей игровой карьере.
В конце сезона 2012/2013 завоевав с клубом право выступать в Чемпионшипе объявил о завершении своей игровой карьеры. Вскоре после завершения карьеры новичок Южной Конференции «Госпорт Боро» проявлял интерес к Флетчеру, но клуб не смог себе это позволить финансово.
В июне 2013 года было объявлено что Стив Флетчер назначен скаутом клуба «Борнмут». С 2019 года является помощником главного тренера основного состава и почетным послом клуба.

## Достижения
- Третье место Четвёртого дивизиона: 1 (1990/91)
- Победитель Плей-офф Третьего дивизиона: 1 (2002/03)
- Второе место Второй Лиги: 1 (2009/10)
- Второе место Первой Лиги: 1 (2012/13)